# Myrmeleotettix longipennis
Myrmeleotettix longipennis är en insektsart som beskrevs av Zhang, Xiujiang 1984. Myrmeleotettix longipennis ingår i släktet Myrmeleotettix och familjen gräshoppor. Inga underarter finns listade i Catalogue of Life.